# Michel Plasson

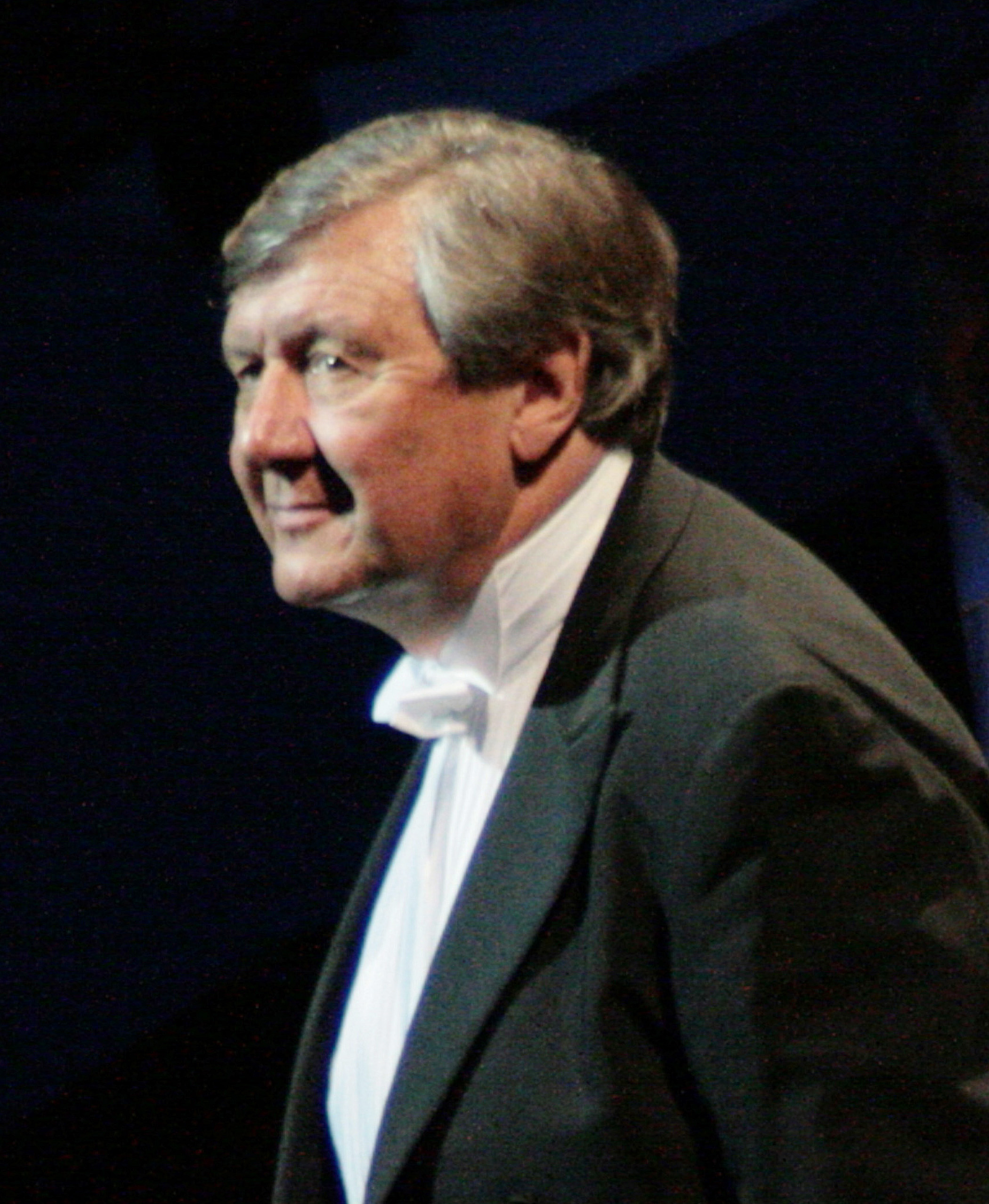
Michel Plasson beim „Chorégies d'Orange“ (2008)

Michel Plasson (* 2. Oktober 1933 in Paris) ist ein französischer Dirigent.

## Leben
Plasson studierte am Konservatorium seiner Heimatstadt bei Lazare Lévy, gewann 1962 den Dirigierwettbewerb von Besançon und zog auf Anraten Charles Münchs einige Jahre in die USA, wo er sich bei Leopold Stokowski, Pierre Monteux und Erich Leinsdorf fortbildete. Im Jahr 1965 wurde er Generalmusikdirektor in Metz und übernahm 1968 die gleiche Stelle beim Orchestre National du Capitole de Toulouse, aus dem er technisch und musikalisch eines der besten französischen Ensembles formte. Olivier von Winterstein, seit 1992 Intendant der Dresdner Philharmonie und zuvor Plassons persönlicher Referent, holte ihn 1994 als Chefdirigent nach Dresden, wo er bis 1999 blieb. Bis 2003 dirigierte Plasson das Toulouser Orchestre national du Capitole.
Als Dirigent gilt Michel Plasson als Traditionalist im besten Sinne: Sein Musikverständnis ist vor allen Dingen handwerklich, es liegt ihm nicht daran, verborgene Sinne zu erkunden bzw. zu erfinden; auch ist er kein „Pulttänzer“ (Hans Zender), sondern um den emotional und technisch unverfälschtesten Ausdruck bemüht.
Michel Plassons Sohn Emmanuel Plasson wurde ebenfalls Dirigent.

## Aufnahmen
Michel Plasson spielte für EMI mit seinem Toulouser Orchester Werke von Maurice Ravel, Albéric Magnard, Henri Dutilleux, Giuseppe Verdi, Ernest Chausson, Charles Gounod, Arthur Honegger, César Franck, Gabriel Fauré, Albert Roussel, Richard Strauss, Richard Wagner und vier Operetten von Jacques Offenbach ein. Als Gipfel seines Schaffens gelten seine bei Berlin Classics erschienenen Aufnahmen der Tondichtungen von Franz Liszt (mit der Dresdner Philharmonie).